# منيل السلطان
قرية منيل السلطان هي إحدى القرى التابعة لمركز أطفيح في محافظة الجيزة في جمهورية مصر العربية. حسب إحصاءات سنة 2006، بلغ إجمالي السكان في منيل السلطان 10874 نسمة، منهم 5463 رجل و5411 امرأة.